# Калейе-Туль
Калейе-Туль (перс. قلعه‌تل‎) — небольшой город на юго-западе Ирана, в остане Хузестан. Входит в состав шахрестана Багмалек.
На 2006 год население составляло 8 604 человека; в национальном составе преобладают бахтиары.
Альтернативные названия: Кале-и-Тул (Qal‘eh-i-Tul), Кале-йе-Тул (Qal‘eh-ye Tūl).

## География
Город находится на востоке Хузестана, в горной местности западного Загроса, на высоте 893 метров над уровнем моря.
Калейе-Туль расположен на расстоянии приблизительно 115 километров к северо-востоку от Ахваза, административного центра остана и на расстоянии 460 километров к юго-западу от Тегерана, столицы страны.